# 유동성 선호
유동성 선호(流動性選好, liquidity preference는 사람들이 자산의 일부를 유동성 있는 화폐의 형태로 가지려고 하는 일을 말한다.
화폐는 수익을 가져오는 자산은 아니나 다른 자산과 달라서 유동성을 지니고 있다. 즉 다른 자산은 각각 수익력의 변화와 함께 가치가 변동하지만, 화폐는 물가의 변동을 제하면 가치의 변화가 없고, 언제나 상품이나 다른 자산과 바꿀 수가 있다. 그러므로 사람들은 자산의 일부는 유동성 있는 화폐의 형태로 소지하려 하는 것이다.  케인스는 또 사람들의 화폐에 대한 수요를 다음과 같이 투기적 동기에 의거하여 설명하고 있다. 즉 채권의 가격이 정상적 수준보다 높으면 그것은 이자율이 지나치게 낮아지는 것을 의미하기 때문에 장차 채권의 가격이 하락한다. 바꾸어 말하면 이자율이 상승한다고 추정하고, 이에 따라 손해 볼 위험을 회피하기 위해 자산을 채권보다도 화폐로 갖고 싶어한다는 견해를 가진다. 이 설은 채권 가격의 하락, 즉 이자율의 상승률이 앞으로 어느 시점까지 계속될 것인가에 대한 예측이 사람에 따라 다르다는 것을 전제로 하고 있다.  이자율은 화폐의 공급량과 유동성 선호, 즉 사람들의 화폐 수요에 따라 결정된다는 주장이 케인스의 유동성 선호설이라 불린다.

## 이론
케인스에 의하면 이자는 순수한 화폐적 현상이며 실물자본의 생산력이나 투자의 한계효율과는 별도로 해석할 필요가 있다. 이자는 화폐의 유동성 － 그 밖의 어떤 것과도 교환이 가능하다는 화폐 특유의 속성－의 가격이며, 이자는 화폐스톡에 대한 수요와 화폐당국에 의한 화폐공급량을 균형시키는 수준으로 결정된다. 화폐스톡에 대한 수요의 일부는 거래적인 동기 및 저축적 동기에서 이루어지며 이것들은 국민소득의 증가함수이다. 다른 일부는 이른바 투기적 동기에 의한 것으로서, 그것은 공·사채와 같은 확정부리 채권시장(確定付利債券市場)에서 증권가격의 하락(이자율의 상승)을 기대하여 수요되는 부분이다. 이는 이자율의 감소함수이다.  국민소득이 증가하여 현금수요가 증가되면 확정부리채권(確定付利債券)의 공급이 많아지며 이자율은 상승할 것이다. 한편으로는 국민소득은 투자를 통한 이자율의 함수이며 이자율저하는 국민소득을 증대시킨다. 국민소득과 이자율이란 이렇게 하여 서로 작용하면서 양자의 균형수준은 동시에 결정된다.  대부자금설과 유동성 선호설과는 일반균형이론에서 보면 대체적이어서 본질적으로는 동일한 사실에 대한 두 개의 다른 표현으로 간주된다. 이는 특히 힉스(Hicks)에 의해 강조된 견해이다. 즉 화폐시장과 대부자금의 시장을 제외한 모든 시장에서 수급의 균형이 이루어져 있을 때 만일 화폐시장에서 수급이 일치되면 대부자금 시장에서도 그 이면에서 수급이 균등화하지 않을 수 없다. 왜냐하면 모든 재화나 서비스, 화폐시장의 총수요액과 공급총액은 항등적인 까닭이다. 즉 화폐의 수급균형에 의한 이율의 결정과 증권의 수급균형에 따르는 이율의 결정은 표리(表裏)의 관계에 있다는 것이다. 그러나 이 해석을 채택할 때 케인스가 대부자금설의 배후에서 본 기본적 상정이나 이론적 구성과 케인스의 그것과의 차이는 무시되어 있으며 대부 자금시장은 단순히 증권시장과 동일시되어 있음에 유의해야 한다.

## 같이 보기
- 유동성 함정
- 자금시장
- 통화량
- 시간선호